# Piotr Cybulski
Piotr Cybulski (* 19. April 1955 in Bierutów) ist ein polnischer Politiker und seit 2005 Abgeordneter des Sejm in der V. und VI. Wahlperiode.

## Lebenslauf
Er beendete sein Studium an der Landwirtschaftsakademie in Posen, nach 1996 war er Forstmeister im Forstamt Lubin.
Er gehörte der Konfederacja Polski Niepodległej (Konföderation des Unabhängigen Polens – KPN) und der Stronnictwo Konserwatywno-Ludowe (Konservative Volkspartei – SKL) an. Später trat er der Platforma Obywatelska (Bürgerplattform – PO) bei, über deren Liste er bei den Parlamentswahlen 2005 mit 7.332 Stimmen für den Wahlkreis Legnica in den Sejm gewählt wurde. Vor den Sejmwahlen war er seit 1998 Kreisrat des Powiat Lubiński.
Nach den erfolglosen Koalitionsverhandlungen zwischen der PO und Prawo i Sprawiedliwość (Recht und Gerechtigkeit – PiS) trat er in die Fraktion der PiS ein, danach wechselte er zur Ruch Ludowo-Narodowy (Volksnationale Bewegung), was dieser Fraktion nach den Austritten von Zygmunt Wrzodak und Marian Daszyk die Existenz sicherte. Seit dem 18. Dezember 2006 war er Mitglied im Abgeordnetenbündnis der Ruch Ludowo-Chrześcijański. Am 27. April 2007 kehrte er zur Fraktion der PiS zurück.
Bei den Parlamentswahlen 2007 wurde er über die Liste der PiS mit 11.835 Stimmen erneut in den Sejm gewählt. Er ist Mitglied der Sejm-Kommissionen für Abgeordnetenangelegenheiten sowie Umweltschutz.